# Suiforme
Suiformele (Suiformes sau Suina) este un subordin de mamifere ungulate paricopitate (artiodactile) omnivore sau erbivore nerumegătoare cuprinzând mistrețul, porcul etc. cu pielea groasă și acoperită cu peri de contur aspri și rari, sau este golașă. De regulă în hipodermă se dezvoltă  un panicul adipos gros. Stomacul este simplu sau diferențiat în compartimente. Au un corp masiv și greoi, purtat pe picioare scurte, care sunt prevăzute cu patru sau două, rareori trei degete (la cele posterioare), dintre care, însă, numai degetele III și IV sunt bine dezvoltate. Oasele frontale nu poartă coarne. Oasele metacarpiene și metatarsiene sunt în număr de patru la fiecare picior și nu sunt sudate între ele. Au o dentiție completă; numărul incisivilor superiori poate să scadă de la trei până la unu în fiecare jumătate de falcă; incisivii inferiori sunt îndreptați înainte aproape orizontal. Caninii au, în general, o creștere continuă, sub formă de colți ascuțiți și încovoiați și adesea ies din gură. Măselele sunt brahiodonte și bunodonte. Placenta este difuză. Subordinul suiformelor în clasificările mai vechi cuprindea două familii: hipopotamide și suide. În clasificările recente hipopotamidele (Hippopotamidae) sunt plasate în infraordinul Whippomorpha.